# Moussa Sène
Moussa Sène (ur. 19 stycznia 1946 w Dakarze) – senegalski koszykarz, reprezentant kraju, olimpijczyk.
W 1968 roku wystąpił wraz z drużyną na igrzyskach olimpijskich w Meksyku (jedyne jego igrzyska olimpijskie). Podczas tego turnieju wystąpił jedynie w dwóch meczach (z dziewięciu). Zdobył cztery punkty w meczu przeciwko Portoryko oraz osiem punktów w spotkaniu ze Stanami Zjednoczonymi. W tych dwóch spotkaniach przewinił siedem razy.
Jego drużyna przegrała wszystkie siedem spotkań grupowych, tym samym zajmując ostatnie miejsce w grupie. W turnieju o miejsca 13–16 Senegalczycy przegrali półfinałowy mecz z południowokoreańskimi koszykarzami (59–76). Mecz o przedostatnie miejsce drużyna Senegalu wygrała z ekipą z Maroka (42–38). Senegal zajął tym samym przedostatnie 15. miejsce.